# 水原佑果
水原 佑果（みずはら ゆか、1994年10月10日 - ）は、主に日本で活躍する女性ファッションモデル・タレント。本名はアシュリー・ユカ・ダニエル。兵庫県神戸市生まれ。元所属事務所はボン・イマージュ。

## 来歴
1994年、アメリカ人の父と韓国人の母との間に生まれる。兵庫県神戸市で育ち、アメリカに住んだことはない。同じくモデルの水原希子は実姉。姉とは異なり、モデル業やCMキャラクターが中心であり、女優業は行っていない。

## 人物
- 特技は料理、英語、バスケットボール。趣味は映画鑑賞、写真、音楽鑑賞、旅行。
- モデルになったきっかけは、中学生の頃、姉の希子が神戸で出ていたショーを見て、ウォーキングのかっこよさにひかれたから。バスケ一筋だったが、高校に入って本格的にモデルを目指した。初めてショーに出たのは高校生の頃である[4]。
- 実母は「アメリカの大学へ進学。英会話教師や航空会社でフライトアテンダントの仕事をしていた」と『チマタの噺』（2020年2月26日放送分、テレビ東京）で姉・水原希子が出演の時に明かしている[5]。
- 母方の祖母は長崎県在住。『A-Studio』（TBS）に姉・水原希子が出演時、水原の母、祖母と共に番組に登場。祖母は長崎から来たと紹介される[6]。

## 出演

### 雑誌
- VOGUE JAPAN
- ELLE
- ELLEgirl
- Numéro TOKYO
- SPUR
- 装苑
- 25ans wedding
- Sweet
- spring
- Soup.
- NYLON JAPAN
- FRaU
- Another Magazine
- SLEEK MAGAZINE
- JILLE
- Zipper

### CM
- 2013年 イオン「イオン浴衣」
- 2014年 すかいらーく 新チーズIN誕生祭『楽しみ方』篇
- 2015年 サムスン電子ジャパン Samsung Galaxy S6 edge「夜景」篇

### 広告
- ワコール「BRAGENIC」 キャンペーン（2016 年2 月～）
- ユニクロ アプリキャンペーン（2015 年10 月～）
- USAGI ONLINE 2015-16AW イメージビジュアル
- Paul Smith 20th Anniversary オンライン
- アディダスジャパン「stella sport」アンバサダー
- 富士フイルム「ルナメア」
- GYAO「! ANA 旅作 きれい旅 沖縄編」
- Starbucks Coffee「フラペチーノブックレット」
- タビオ「靴下屋」
- 三越伊勢丹「クローバースタイル」
- ワールドパーティ「W.P.C 」 2015SS
- イヴスリー「Lil Lily」 2015SS
- オンワード樫山「OPENING CEREMONY」
- 近鉄百貨店「あべのハルカス近鉄本店 solaha」
- カシオ計算機「CASIO SEEN 2014SS」
- パル「robbem 2014-15AW」
- 三越伊勢丹ホールディングス「三越 / はなばな祭」

### テレビ
- タビフク。（TBS）
- TOKYOアー女さんぽ（テレビ東京）
- 櫻井有吉アブナイ夜会（TBS）
- 細野晴臣イエローマジックショー2（2019年1月1日、NHK BS4K / 1月2日、NHK BSプレミアム）[7]
  - 細野晴臣イエローマジックショー4（2025年1月30日〈予定〉、NHK総合）
- A-Studio（2019年3月1日、TBS） - 写真のみ
- 阿佐ヶ谷アパートメント 第2期 第1話（2023年4月3日、NHK総合）[8]

### MV
- 2015年 TOWA TEI ｢LUV PANDEMIC｣
- 2019年 KOHH 「I Think I’m Falling」

### ラジオ
- J-WAVE「BEAT PLANET」 ゲスト出演
- J-WAVE「PARADISO」 Fashion's Night Out ゲスト出演

### SHOW
- OLYMPIA LE TAN 2016 SS PARIS COLLECTION @PARIS
- TOKYO GIRLS COLLECTION
- GirlsAward
- ADEAM
- hiromichi nakano
- URBAN RESEARCH
- Sretsis
- house of holland
- SOMARTA
- JUNYA TASHIRO
- haha
- fleamadonna